# میرکو ساوینی
میرکو ساوینی (انگلیسی: Mirko Savini؛ زادهٔ ۱۱ مارس ۱۹۷۹) بازیکن فوتبال اهل ایتالیا است.
از باشگاه‌هایی که در آن بازی کرده‌است می‌توان به باشگاه فوتبال فیورنتینا، باشگاه فوتبال آسکولی، باشگاه فوتبال لودیجیانی کالچو، باشگاه فوتبال پائوک، باشگاه فوتبال پالرمو، و باشگاه فوتبال ناپولی اشاره کرد.